# 栗原俊秀
栗原 俊秀（くりはら としひで、1983年 - ）は、日本のイタリア文学者・翻訳家。

## 人物・来歴
1983年、東京都生まれ。東京都立西高等学校を経て、京都大学総合人間学部を卒業。京都大学大学院人間・環境学研究科修士課程を修了後、イタリアに留学。イタリア国立カラブリア大学文学部専門課程近代文献学コースを卒業。京都大学大学院人間・環境学研究科博士課程を研究指導認定退学後、京都造形芸術大学芸術学部通信教育部非常勤講師、千葉大学文学部非常勤講師を務める。カルミネ・アバーテ『偉大なる時のモザイク』の翻訳で、須賀敦子翻訳賞、イタリア文化財・文化活動省翻訳賞を受賞。京都大学では岡田温司に、カラブリア大学ではヌッチョ・オルディネに師事。

## 翻訳
- ジョルジョ・アガンベン『裸性』（イタリア現代思想*1）岡田温司共訳, 平凡社, 2012.5
- アマーラ・ラクース (it) 『ヴィットーリオ広場のエレベーターをめぐる文明の衝突』未知谷, 2012.6
- アマーラ・ラクース『マルコーニ大通りにおけるイスラム式離婚狂想曲』未知谷, 2012.9
- メラニア・G・マッツッコ (it) 『ダックスフントと女王さま』未知谷, 2013.12
- ジョン・ファンテ『デイゴ・レッド』未知谷, 2014.8
- ジョン・ファンテ『バンディーニ家よ、春を待て』未知谷, 2015.5
- ジョン・ファンテ『満ちみてる生』未知谷, 2016.11
- カルミネ・アバーテ『偉大なる時のモザイク』未知谷, 2016.5
- カルミネ・アバーテ『帰郷の祭り』未知谷, 2016.9
- カルロ・ロヴェッリ『すごい物理学講義』竹内薫監訳, 河出書房新社, 2017.5 のち文庫
- フェデリーコ・マリア・サルデッリ (it) 『失われた手稿譜 ヴィヴァルディをめぐる物語』関口英子共訳, 東京創元社, 2018.3
- ピエトロ・アレティーノ『コルティジャーナ 宮廷生活』（イタリアルネサンス文学・哲学コレクション）, 水声社, 2019.9
- ジョン・ファンテ『犬と負け犬』未知谷, 2020.1
- ジョン・ファンテ『ロサンゼルスへの道』未知谷, 2020.10
- ゼロカルカーレ『コバニ・コーリング』花伝社, 2020.9
- アントニオ・スクラーティ (it) 『小説ムッソリーニ 1 世紀の落とし子（上・下）』河出書房新社, 2021.8
- エリーザ・マチェッラーリ『KUSAMA　愛、芸術、そして強迫観念』花伝社, 竹田恵子解説, 2021.10
- カルロ・ロヴェッリ『カルロ・ロヴェッリの科学とは何か』河出書房新社, 2022.2
- アンドレア・バイヤーニ (it) 『家の本』白水社, 2022.10
- イゴルト (it) 『ウクライナ・ノート』花伝社, 2022.10
- パブロ・トリンチャ (it) 『バッサ・モデネーゼの悪魔たち』共和国, 2022.11
- クリスティーナ・カッターネオ『顔のない遭難者たち』晶文社, 2022.11
- ヌッチョ・オルディネ『無用の効用』河出書房新社, 2023.2
- マヌエレ・フィオール (it) 『秒速5000km』ディエゴ・マルティーナとの共訳, マガジンハウス, 2023.5
- イゴルト『ロシア・ノート』花伝社, 2023.6
- パオロ・パリージ『バスキア』ディエゴ・マルティーナとの共訳, 花伝社, 2023.8
- ジョン・ファンテ『塵に訊け』訳・解説, 未知谷, 2024.1
- ファウスト・ジルベルティ『絵本 バンクシー』PARCO出版, 2024.2
- カルミネ・アバーテ『足し算の生』未知谷, 2024.5
- グイド・バルブイアーニ (it) 『人類の祖先に会いに行く』河出書房新社, 2024.10